# Crónica de el-rei D. Pedro I
La Crónica de el-rei D. Pedro I, o Crónica de D. Pedro, es un registro histórico del género crónica escrito por Fernão Lopes abarcando el periodo de tiempo correspondiente al reinado de D. Pedro I de Portugal, de cognome el Justiceiro, o Cruel, que transcurrió entre 1357 y 1367.
La Crónica de D. Pedro I está dividida en cuarenta y cuatro capítulos siendo iniciada por un Prólogo. De los incontables  temas tratados al largo de la Crónica se destacan la Justicia a que dedicó el Prólogo y seis de los capítulos, la organización del Estado y las decisiones del rey, Inês de Castro a que dedicó seis capítulos, relatando en especial la declaración de D. Pedro sobre su matrimonio con Inês, la persecución a sus asesinos y la descripción de la traslación de los restos mortales de Inês de Coimbra para Alcobaça, un capítulo dedicado a D. João I, hijo bastardo de D. Pedro y futuro rey, y aún el Reino de Castela al cual dedica dieciséis de los capítulos, tratándose en este caso de decisiones o emprendimientos del rey D. Pedro I de Castela, sobrino del homónimo rey portugués y cuya historia Fernão Lopes debe haber tenido acceso a las Crónicas sobre la misma época del cronista castellano Pedro López de Ayala.
Fernão Lopes, que comenzó por tener la profesión de notario, fue en 1418 nombrado guardia-mor de la Torre del Tombo, o sea, de jefe de los archivos del Estado, lugar de confianza de la corte, y que le permitió el acceso a la importante documentación para la elaboración de sus Crónicas. Fernão Lopes inicia probablemente la escritura de la Crónica de D. Pedro en 1434 pues fue este año que el rey D. Duarte le atribuye por su futuro trabajo una renta anual de catorce mil reales.
Es la primera de las tres grandes crónicas del precursor de la historia portuguesa, y también la primera crónica régia con características próximas de las que definieron el género cultivado el siglo XV y en los dos siguientes, siendo las otras dos crónicas de la autoría de Fernão Lopes la Crónica de D. Fernando y la Crónica de D. João I.